# Lepidagathis diversa
Lepidagathis diversa är en akantusväxtart som beskrevs av C. B. Cl.. Lepidagathis diversa ingår i släktet Lepidagathis och familjen akantusväxter. Inga underarter finns listade i Catalogue of Life.